# Andréi Sartasov
Andrei Sartassov (ruso: Андрей Сартасов) (Mishkino, 10 de noviembre de 1975) es un ciclista ruso nacionalizado chileno.
Fue elegido el mejor deportista extranjero del año en 2006 por el Círculo de Periodistas Deportivos de Chile., debido a sus triunfos en la Vuelta Ciclista de Chile y en la Vuelta Ciclista Líder al Sur ese año.

## Polémica
En 2009 se reveló que él, junto con su compañero de equipo chileno Juan Francisco Cabrera Torres, había dado positivo por EPO en 2007 durante la Vuelta Ciclista por un Chile Líder, por esto fue sancionado en 2 años desde el 3 de julio de 2007 hasta el 2 de julio de 2009. Pero la victoria en esa carrera, a pesar de dar positivo en la misma, no le fue anulada ya que esta se disputó en marzo.

## Palmarés
2001
- 2º en la Vuelta Ciclista de Chile
- 1 etapa del Doble Copacabana GP Fides

2002
- 2 etapas de la Vuelta Ciclista de Chile
- 1 etapa del Doble Copacabana GP Fides

2003
- 1 etapa del Doble Copacabana GP Fides

2004
- 1 etapa de la Vuelta Ciclista de Chile
- 1 etapa de la Volta Ciclística Internacional de Santa Catarina

2005
- 1 etapa de la Vuelta a San Juan

2006
- 2º en la Vuelta a Mendoza, más 1 etapa
- Vuelta Ciclista Líder al Sur, más 3 etapas
- Vuelta Ciclista de Chile, más 2 etapas
- 3.º en el UCI America Tour
- 1 etapa del Doble Copacabana GP Fides

2007
- 2º en la Vuelta a Perú, más 3 etapas
- Vuelta Ciclista Líder al Sur, más 3 etapas

## Equipos
- Sport Lisboa e Benfica (2000)
- Líder Presto (2005)
- Líder Presto (2006)
- Selle Italia-Serramenti Diquigiovanni (2006)[6]
- Líder Presto (2007)
- Scott-Marcondes Cesar-Sao Jose dos Campos (2010)[7]
- Team OGM (2011)